# Лев узимку (фільм, 1968)
«Лев узимку» (англ. The Lion In Winter) — британський кінофільм. Екранізація однойменної п'єси Джеймса Голдмена.

## Сюжет
1183 рік. Напередодні Різдва король Англії Генріх, чиє життя добігає кінця, має зустрітись з молодим королем Франції Філіпом. Для того, щоб зустріч пройшла на належному рівні, Генріх навіть тимчасово звільняє свою дружину Елеонору з ув'язнення, до якого вона потрапила через участь у змові проти чоловіка.
Троє синів Генріха II — Річард, Жоффруа та Джон також прибувають на Різдво до батька, тим більше що після смерті їхнього старшого брата Генріха їхньому батькові слід було розв'язати питання про спадкування престолу. Формально трон мав успадкувати наступний за старшинством — Річард, і йому сприяла Елеонора (що важливо, оскільки за нею — спадкування Аквітанії, великої та багатої області у Франції). Але молодший, Іоанн був ближчим до батька. Джеффрі, якого не любили ані батьки, ані брати, також мав плани на престол і плете хитромудру інтригу, щоб стати спадкоємцем в обхід братів.
Питання спадкування престолу хвилює також і французьку принцесу Еліс. Вихована в Англії — вона мала стати дружиною майбутнього короля, але при цьому Еліс уже стала коханкою нинішнього короля, Генріха.
Філіп Август, зовсім молодий король, не такий простий, як видається на перший погляд. Син покійного короля Людовіка, слабкого, залежного від Генріха Англійського, Філіп має намір узяти реванш, несподівано втрутившись у справи англійського королівського дому.
Королева Елеонора більше не бажає повертатись до своєї в'язниці, тому має намір через гру навколо престолу повернути собі свободу й права королеви.
Генріх II бачить (чи йому здається, що він бачить) плани всіх учасників зустрічі та збирається скористатись чужим владолюбством у своїх цілях. Але головним для нього виявиться не політичний, а особистий конфлікт — жоден з претендентів на його трон не може бути йому рівнею, а єдиною близькою людиною, яка його розуміє, виявляється його дружина, що давно бунтує проти короля.

## В ролях
- Пітер О'Тул — Генріх II Плантагенет
- Кетрін Гепберн — Елеонора Аквітанська
- Ентоні Гопкінс — Річард I Левове Серце
- Террі Найджел — Іоанн Безземельний
- Джон Касл — Жоффруа II (герцог Бретані)
- Тімоті Далтон — Філіп II Август
- Мерроу Джейн — Еліс
- Сток Найджел — капітан Вільям Маршал

## Нагороди й номінації

### Нагороди
- 1969 — Премія «Оскар»
  - Найкраща жіноча роль — Кетрін Гепберн
  - Найкраща музика — Джон Беррі
  - Найкращий сценарій — Джеймс Голдмен
- 1969 — Премія BAFTA
  - Найкраща жіноча роль — Кетрін Гепберн
  - Найкраща музика (Anthony Asquith Award) — Джон Беррі
- 1970 — Премія David di Donatello
  - Найкращий зарубіжний продюсер — Мартін Полл
- 1969 — Премія «Золотий глобус»
  - Найкращий фільм-драма
  - Найкращий драматичний актор — Пітер О'Тул

### Номінації
- 1969 — Премія «Оскар»
  - Найкращий актор — Пітер О'Тул
  - Найкращі костюми — Маргарет Ферс
  - Найкращий режисер — Ентоні Гарві
  - Найкращий фільм — Мартін Полл
- 1969 — Премія BAFTA
  - Найкраща операторська робота — Дуглас Слокомб
  - Найкращі костюми — Маргарет Ферс
  - Найкращий сценарій — Джеймс Голдмен
  - Найкращий саундтрек — Кріс Грінхем
  - Найкращий актор другого плану — Ентоні Гопкінс
  - Нагорода ООН — Ентоні Гарві
- 1969 — Премія «Золотий глобус»
  - Найкраща драматична акторка — Кетрін Гепберн
  - Найкращий режисер — Ентоні Гарві
  - Найкраща оригінальна музика — Джон Беррі
  - Найкращий сценарій — Джеймс Голдмен
  - Найкраща акторка другого плану — Мерроу Джейн

## Цікаві факти
- В одному з діалогів королева Елеонора згадує сифіліс, не відомий на той час європейцям.
- Фільм знімали у Франції, Уельсі та Ірландії.